# Bahnstrecke Larisa–Volos
| Streckenlänge: | 61 km                |                                       |                                  |
| Spurweite: | 1435 mm (Normalspur) |                                       |                                  |
| |                      |                                       |                                  |
| \| \| \| von Piräus \| \| \| \| 0,0 \| Larisa \| Larisa \| \| \| \| nach Platy \| \| \| \| 10,8 \| Chalki \| Chalki \| \| \| 16,8 \| Melia \| Melia \| \| \| 23,4 \| Kypseli \| Kypseli \| \| \| 29,1 \| Armenio \| Armenio \| \| \| \| Schmalspurbahn von Paleofarsalos \| \| \| \| 41,5 \| Velestino \| Velestino \| \| \| 43,4 \| Agio Georgios \| Agio Georgios \| \| \| 49,6 \| Latomio \| Latomio \| \| \| \| \| \| \| \| 55,6 \| Melissiatika \| Melissiatika \| \| \| 61,2 \| Volos (3 m) \| Volos (3 m) \| \| \| \| Volos Hafen \| \| \| \| \| (Anschluss an Pilionbahn nach Milies) \| \| \| \| \| \| \| \| Quellen: [1] \| \| \| \| |                      |                                       |                                  |
| Strecke |                      | von Piräus                            | von Piräus                       |
| Bahnhof | 0,0                  | Larisa                                | Larisa                           |
| Abzweig geradeaus und nach links |                      | nach Platy                            | nach Platy                       |
| Bahnhof | 10,8                 | Chalki                                | Chalki                           |
| Bahnhof | 16,8                 | Melia                                 | Melia                            |
| Bahnhof | 23,4                 | Kypseli                               | Kypseli                          |
| Bahnhof | 29,1                 | Armenio                               | Armenio                          |
| Abzweig geradeaus und ehemals von rechts |                      | Schmalspurbahn von Paleofarsalos      | Schmalspurbahn von Paleofarsalos |
| Bahnhof | 41,5                 | Velestino                             | Velestino                        |
| Haltepunkt / Haltestelle | 43,4                 | Agio Georgios                         | Agio Georgios                    |
| Bahnhof | 49,6                 | Latomio                               | Latomio                          |
| Tunnel |                      |                                       |                                  |
| Haltepunkt / Haltestelle | 55,6                 | Melissiatika                          | Melissiatika                     |
| Kopfbahnhof Strecke ab hier außer Betrieb | 61,2                 | Volos (3 m)                           | Volos (3 m)                      |
| Betriebs-/Güterbahnhof Streckenende (Strecke außer Betrieb) |                      | Volos Hafen                           | Volos Hafen                      |
| |                      | (Anschluss an Pilionbahn nach Milies) |                                  |
| |                      |                                       |                                  |
| Quellen: |                      |                                       |                                  |

Die Bahnstrecke Larisa–Volos ist eine Eisenbahnverbindung in Griechenland, die ursprünglich durch die Thessalischen Eisenbahnen als Teil eines größeren schmalspurigen Netzes errichtet und betrieben wurde. Sie zweigt in Larisa von der Bahnstrecke Piräus–Platy ab und führt nach Volos am Pagasitischen Golf. 
Nach der Verstaatlichung der Thessalischen Eisenbahnen im Jahr 1955 wurde sie bis 1962 neu trassiert und auf Regelspur umgebaut. Heute gehört sie zum Netz des staatlichen Eisenbahninfrastrukturunternehmens Organismos Sidirodromon Ellados (OSE).

## Geschichte

### Schmalspur

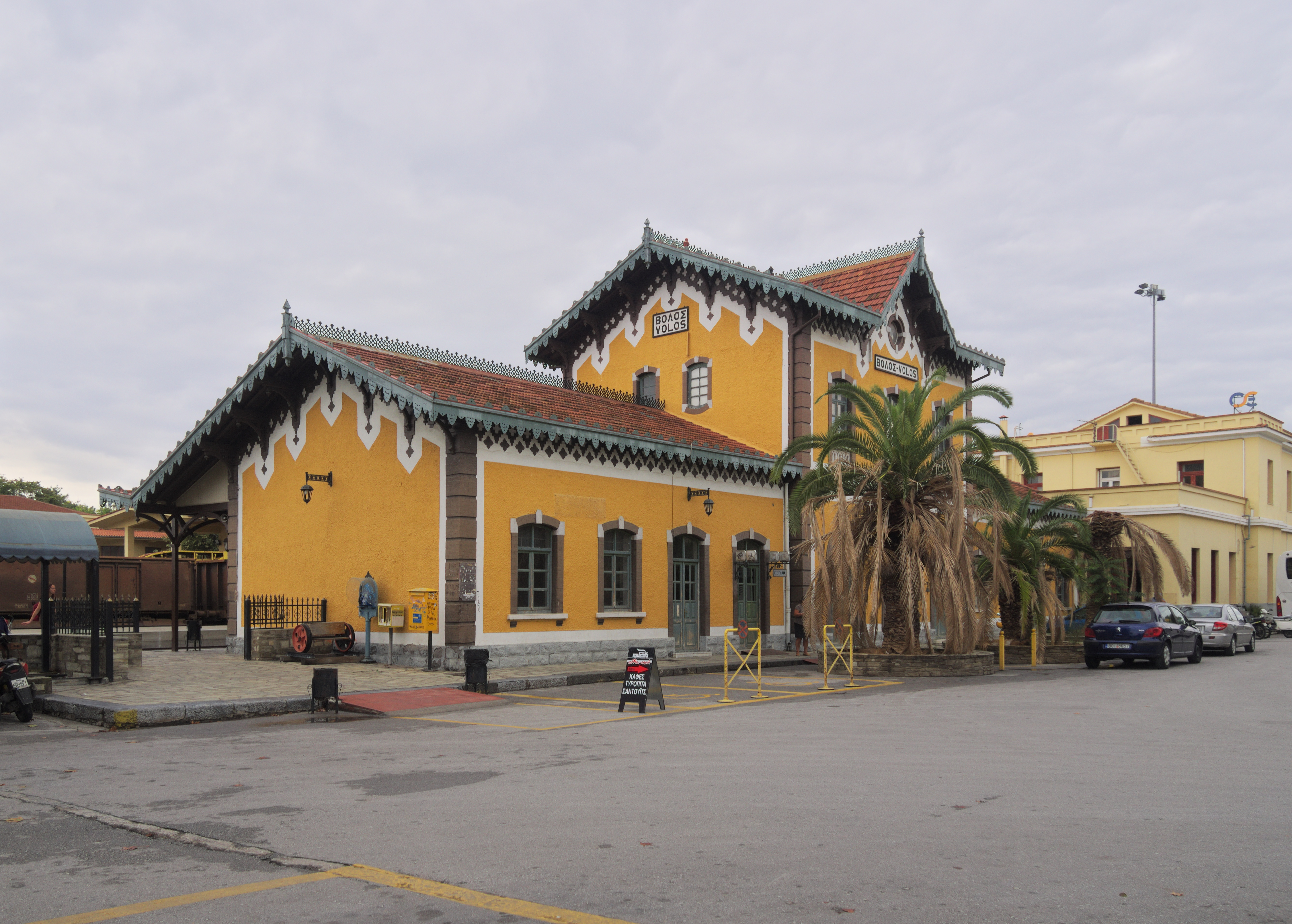
Bahnhof Volos (2017)

Nachdem das Osmanische Reich 1881 Thessalien an Griechenland hatte abtreten müssen, wollte Griechenland die Erschließung des ihm zugefallenen Gebietes vorantreiben, auch um es gegen osmanische Ansprüche zu sichern. Zu diesem Zweck wurden am 25. Oktober 1882 mit französischem Kapital die Thessalischen Eisenbahnen gegründet.
Wegen der sehr dürftig ausgebauten Infrastruktur im Innern Griechenlands, nutzte der Personen- und Güterverkehr damals zu einem erheblichen Teil die Küstenschifffahrt. Verkehrsgeografisch hing das Gebiet in Handel und Versorgung zu einem erheblichen Teil von seinem einzigen Hafen, Volos, ab. Dieser war damit auch Ausgangspunkt des Eisenbahnbaus der folgenden Jahre. Im September 1883 wurde mit dem Bau der Strecke von Volos zur damaligen Provinzhauptstadt Larisa in der Spurweite von 1000 mm begonnen. Sie wurde am 22. April 1884 eröffnet.
1955 übernahm die 1920 gegründete Staatsbahn Sidirodromoi Ellinikou Kratos (SEK) die Thessalischen Eisenbahnen und die von ihnen betriebenen Strecken.
Beim Erdbeben in Thessalien 1957 wurde die Eisenbahninfrastruktur schwer beschädigt. Alle Empfangsgebäude entlang der Strecke wurden zerstört, einzig das des Bahnhofs von Volos blieb nahezu unbeschädigt, obwohl auch dessen historische Altstadt schwer getroffen wurde.

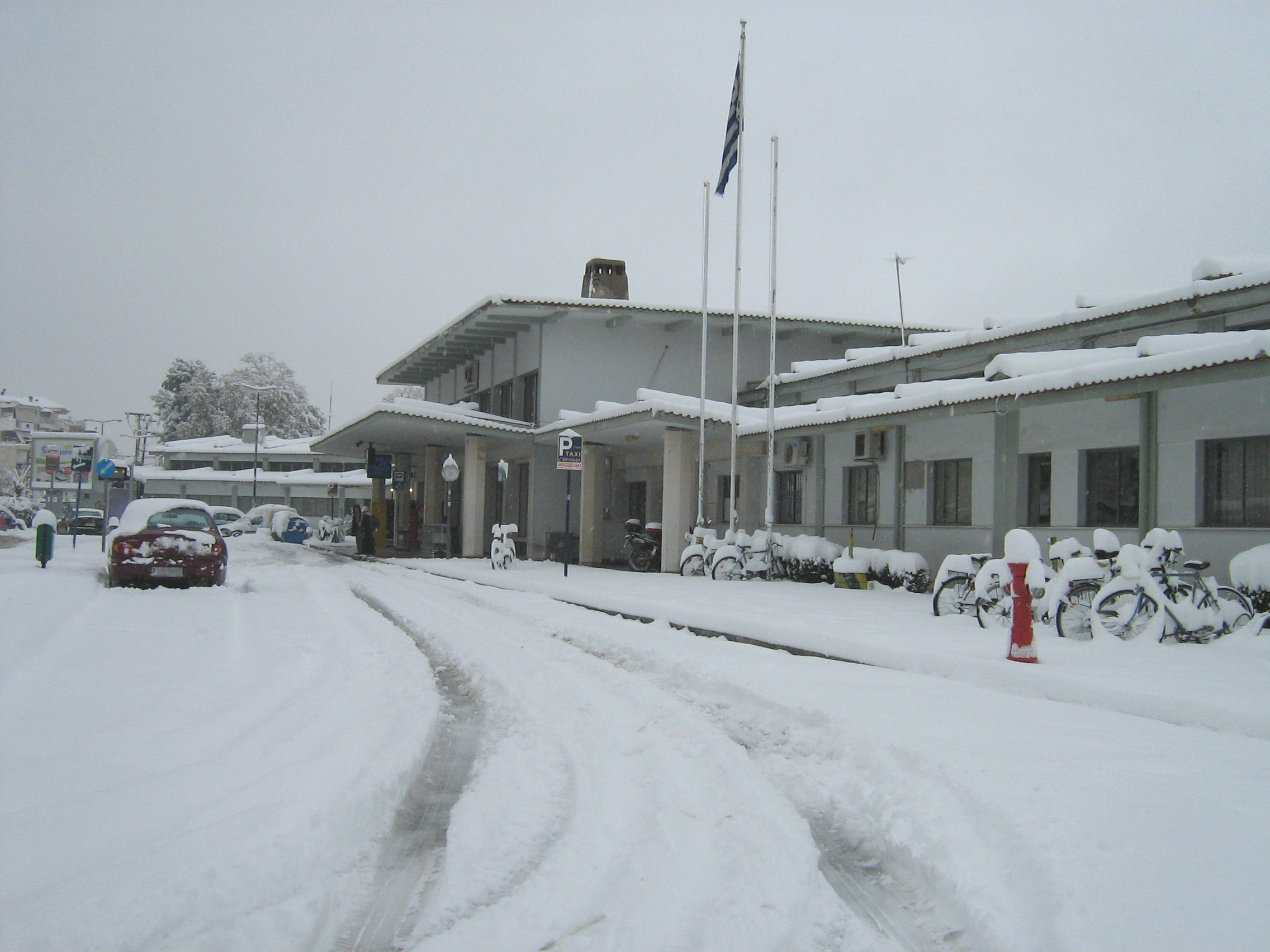
Bahnhof Larisa (2010)

### Normalspur
1960 bis 1962 wurde die Strecke Volos–Larisa zwischen Larisa und Velestino auf Normalspur umgespurt. Zwischen Velestino und Volos erhielt die Strecke eine neue Trasse, nutzte in Volos aber den bestehenden Bahnhof. Das Projekt war schon 1926 beschlossen worden. Die Schmalspurstrecke zwischen Velestino und Volos blieb, da sie auch Teil der Bahnstrecke Volos–Paleofarsalos war, als parallel verlaufende Eisenbahninfrastruktur erhalten, der Bahnhof Volos wurde mit Dreischienengleisen ausgestattet.
Anfang September 2023 verursachte das Sturmtief Daniel schwere Schäden an der Strecke. Der Bahnverkehr ist seitdem eingestellt. Ein Ersatzverkehr mit Bussen ist eingerichtet (Stand: Sommer 2024). Zuletzt verkehrten sieben Regionalzugpaare zwischen Volos und Larisa, die tagsüber einen ungefähren Zwei-Stunden-Takt boten.